# Micromesistius
Genre
Micromesistius est un genre de poissons de la famille des Gadidae.

## Liste des espèces
Selon FishBase (14 fev. 2016) et World Register of Marine Species (14 fev. 2016) :
- Micromesistius australis Norman, 1937 - merlan bleu austral, morue bleue
- Micromesistius poutassou (Risso, 1827) - poutassou,  merlan bleu